# Étang Lachaux
Pour les articles homonymes, voir Lachaux (homonymie).
L'étang Lachaux (créole haïtien : Létan Lacho) situé au sud dans la région de Camp-Perrin, département du Sud de la République d'Haïti est un petit lac d'eau douce. C'est le plus grand lac des lacs du Sud d'Haiti en volume d'eau et en longueur. L'étang Lachaux fait partie d'une série de lacs peu profonds s'étendant du nord au sud dans cette région et couvre une superficie de plus de 0.54 km².

## Géographie
L'étang Lachaux est un lac naturel d’une superficie de 0.54 km² ou 54 ha et a une profondeur moyenne de 3,5 mètres et  mesure 1.70 kilomètre de long sur une largeur allant de 1 kilomètre de large pour sa partie septentrionale et de 410 mètres de large dans son milieu avec un rétrécissement dans sa partie méridionale d'une largeur de 60 mètres d'à peine. Sa superficie est d'environ 0.54 km² soit 54 hectares de terre. Plusieurs ruisseaux et ravines alimentent l'étang Lachaux, notamment la rivière de Bourg Joly, la rivière de Torchon, les ruisseaux de Platon.

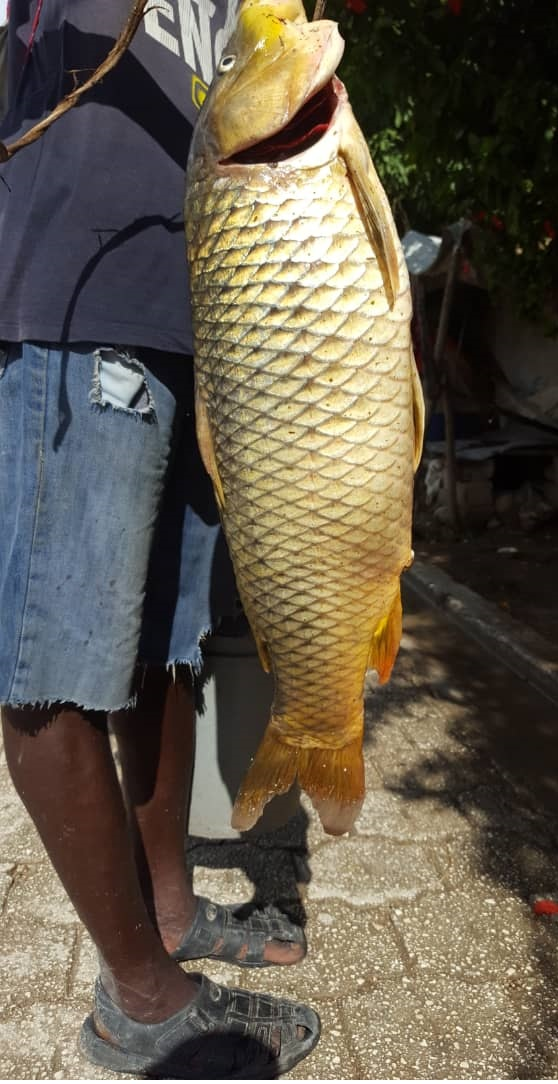
L'Étang Lachaux, une carpe herbivore de l’étang Lachaux - Septembre 2019.

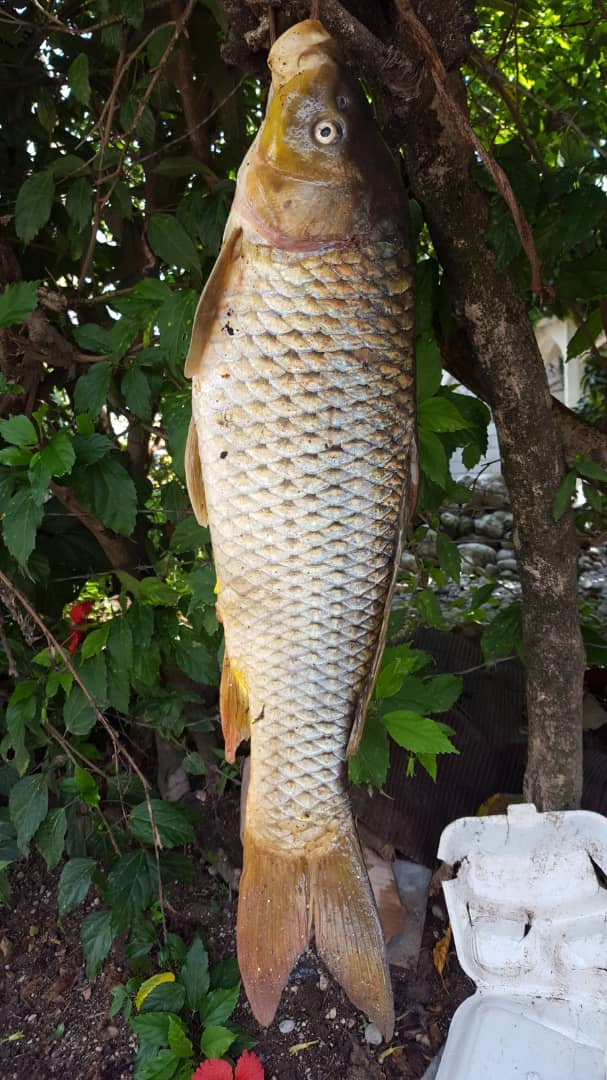
Une carpe herbivore de l’étang Lachaux - Septembre 2019.

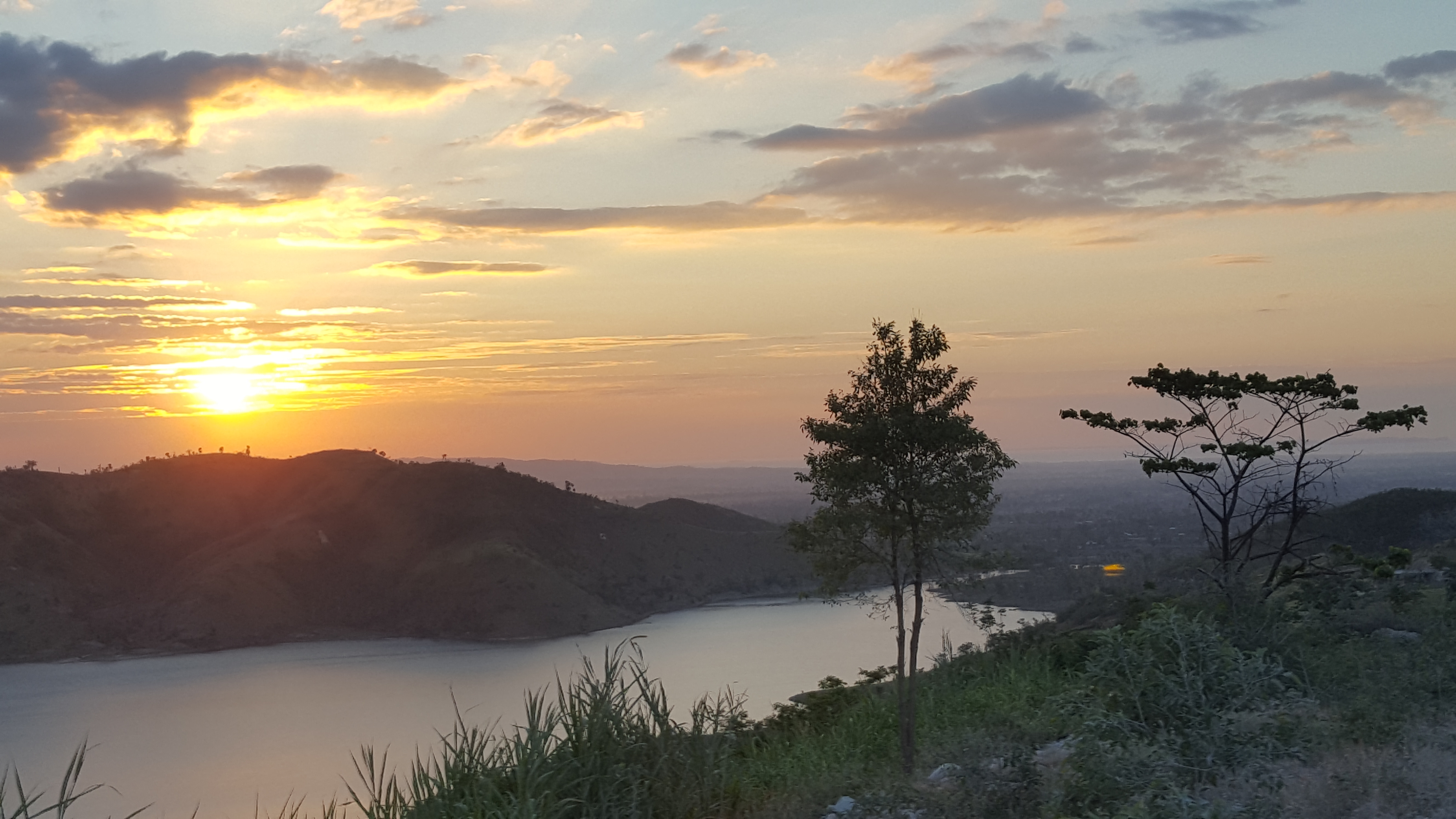
Vue de la Route no-7

## Environnement

### Végétation
La végétation de la région de l'étang Lachaux consiste en sagittaire à feuilles en flèche ou flèche d'eau, de massettes ou Typha, de Dotted
smartweed ou Renouée, de Saule primevère ou Ludwigia, le Lotus bleu, la Naïade marine, le flocon de neige ou les Nymphoides, le jonc des chaisiers glauque ou Schoenoplectus tabernaemontani, le Fimbristylis, l'Épinette nouée ou l'Eleocharis interstincta.

### Poissons
L'étang Lachaux abrite une grande variété d'espèces dulçaquicoles. On y trouve les poissons qui sont introduits comme la carpe commune ou le tilapiaaprès l’ensemencement de plus de 100,000 alevins lilapia dans les eaux de l’étang par le Ministère de l’Agriculture en mai 2017. On y trouve aussi le «poisson moustique» et un autre poisson communément appelé en créole «poisson Salizia» qui est endémique des eaux de l'étang.

### Oiseaux
La région abonde aussi de nombreux oiseaux aquatiques comme la bécassine des marais, le canard sauvage, le Héron, la Grande Aigrette, le plongeon huard.